# Pavlivka Druha, Talne
Pavlivka Druha (în ucraineană Павлівка Друга) este un sat în comuna Onopriivka din raionul Talne, regiunea Cerkasî, Ucraina.

## Demografie
Componența lingvistică a localității Pavlivka Druha
     Ucraineană (99,25%)
     Alte limbi (0,75%)
Conform recensământului din 2001, majoritatea populației localității Pavlivka Druha era vorbitoare de ucraineană (99,25%), existând în minoritate și vorbitori de alte limbi.